# Jean Gaultier
Jean Gaultier, dit Jean de Varilhe, est un érudit berrichon, instituteur, homme de lettres, historien local, né le 18 janvier 1916 à Châteauroux et mort le 4 mars 1987 dans la même ville.

## Biographie
Né en janvier 1916, Jean Gaultier, après un passage par l’école normale de Châteauroux, devient instituteur. Il fait toute sa carrière dans le département de l’Indre, exerçant à  Bouesse en 1940, à Saint-Chartier en 1942 puis, enfin, à Châteauroux de 1960 à 1971.
En dehors de son activité professionnelle, il joue un rôle de premier plan dans la vie culturelle locale, puisqu’il est longtemps le président de l’Union des Offices de tourisme et des Syndicats d’initiative de l’Indre.
À La Châtre, il crée le musée George-Sand et de la Vallée Noire, dont il devient le conservateur. Chaque été, il assure également l’ouverture du musée de Nohant au public. 
Membre de nombreuses associations locales, on le retrouve notamment aux côtés des amis du peintre Raoul Adam et de ceux du poète Maurice Rollinat.
Lui-même poète, et peintre, à ses heures, il publie divers ouvrages de poésie sous son nom et sous le pseudonyme de Jean de Varilhe.
Mais sa passion principale va à l’histoire locale. Il est notamment l’auteur d’une monographie de La Châtre et de l’histoire d’un quartier de Châteauroux, les Marins. C’est sans doute cette passion qui l’amène à rejoindre l’Académie du Centre, à laquelle il est associé pendant près de quarante ans et dont il sera, à la fin de sa vie, le vice-président. Pendant de longues années, il est le responsable de la revue de l’Académie.
Ses archives ont été déposées aux Archives départementales de l'Indre.
Jean Gaultier repose au cimetière Saint-Denis de Châteauroux.

## Publications

### Sous le nom de Jean Gaultier
- Au Cœur du Bas-Berry. La Châtre et ses environs. Guide touristique, La Châtre, Imprimerie de A. Bourg, 1949, 56 p. Exemplaire consultable à la Bibliothèque de la Ville de La Châtre.
- Histoire de La Châtre, préface de Louis Peygnaud, Maintenance du Berry, 1950, 198 p.
- Presles-Le-Magnet : Le passé d'une terre berrichonne, La Châtre, Imprimerie de A. Bourg, 1952, 27 p.
- George Sand et la guerre de 1870-1871, Guéret, Les Presses du Massif Central, 1970, 24 p.
- Histoire de La Châtre en Berry, Éditions Le Vagabond, Saint-Cyr-sur-Loire, 1982, 2e éd., ii+163. Exemplaire consultable à la Bibliothèque de la Ville de La Châtre.
- Les Marins : un quartier de Châteauroux : histoires et souvenirs de bric et de broc, Châteauroux, Imprimerie Laboureur, 1983, 133 p.

### Sous le nom de Jean de Varilhe
- Les années d'adolescence de George Sand, 1815-1821 : d'après une correspondance inédite de sa grand-mère Madame Dupin de Francueil, Guéret, Presses du Massif central, 1956, 55 p.
- Au pays de George Sand: : Nohant, la Châtre, Gargilesse : guide touristique illustré, La Châtre, Imprimerie A. Bourg, 1957, 64 p.

### Articles parus dans la revue de l'Académie du Centre
- À la Châtre au XVIIIe siècle. La minorité de Monsieur le Prévost, 1971.
- Benoist Brazier, maître de poste à La Châtre, 1972.
- À propos des monnaies romaines découvertes en 1817 à Argenton-sur-Creuse, 1974.
- À la recherche des personnages de George Sand, 1976.
- Une énigme de Mauprat, 1977.
- Cent ans de l’Académie du Centre, 1978.
- La mort suspecte de Madame de Châteauroux, 1980.
- Du Pierrot Noir aux Ėpingués, 1981.

## Inédits
- Jean Gaultier, Pages d'histoire sur Saint-Chartier, manuscrit dactylographié, 58 pages, Fonds Patrimoniaux de la Ville de La Châtre, 1978.
- « Le journal de Jean Gaultier », Le Berry dans les années noires. (Archives départementales de l'Indre 57 J 16) : Jean Gaultier a tenu un journal pendant la période de la Libération, durant l'été 1944, du 6 juin, jour du débarquement, au 8 septembre. Jean Gaultier est alors instituteur à Saint-Chartier, mais se rend aussi à Châteauroux, à vélo ou par le train qui s'arrête alors encore à Nohant-Vicq, quand il circule.